# احمد عجم
احمد عجم (زادهٔ ۱۳۴۲) نظامی و سیاستمدار ایرانی است که هم‌اکنون در دوره دوازدهم مجلس شورای اسلامی به‌عنوان نماینده شاهرود در مجلس شورای اسلامی حضور دارد. وی در دولت دهم، به‌عنوان ششمین استاندار قزوین فعالیت می‌کرد. عجم فعالیت نظامی را در خلال جنگ ایران و عراق در سپاه پاسداران آغاز کرد و از اعضای لشکر ۲۵ کربلا نیز بود است.

## سوابق
1. نماینده مجلس شورای اسلامی (۱۴۰۳-)
2. استاندار قزوین (۱۳۸۸-۱۳۹۲)
3. سرپرستی استانداری سمنان (۱۳۸۸)
4. معاون سیاسی، امنیتی و اجتماعی استانداری سمنان
5. رئیس اداره سیاسی فرمانداری گنبدکاووس
6. معاون لشکر ۲۵ کربلا در مناطق عملیاتی جنوب و غرب کشور
7. مسئول ارزیابی سپاه پاسداران مازندران

## مجلس شورای اسلامی
وی در دوازدهمین دوره انتخابات نمایندگی مجلس شورای اسلامی با کسب ۳۵۸۴۵ رأی به‌عنوان نماینده شاهرود و میامی به مجلس راه یافت.